# Aline Distribution Grup
Aline Distribution Grup este unul din primii zece jucători pe piața de distribuție IT din România (mai 2008). Compania a fost înființată în anul 1995.
Cifra de afaceri în anul 2007 a fost de 67 milioane de USD (48,5 milioane de Euro) în creștere cu 48,2% față de anul precedent.